# Стар Лорд (стрип)
Стар Лорд или Питер Џејсон Квил (енгл. Peter Jason Quill) је измишљени суперхерој који се појављује у америчким стриповима издавача Марвел комикс. Лик су створили Стив Енглхарт и Стив Ган, а први пут се појавио у стрипу Marvel Preview #4 у јануару 1976. године.

## Појављивање
Стар Лорд је имао истакнуте улоге у стриповима Annihilation (2006) и Annihilation: Conquest (2007), War of Kings (2008) и The Thanos Imperative (2009). Касније је постао вођа свемирске суперхеројске групе Чувари галаксије у обновљеном истоименом стрипу из 2008. године.

## У другим медијима
У Марвеловом филмском универзуму, Стар Лорда глуми Крис Прат, почевиши у филму Чувари галаксије (2014), затим у филмовима Чувари галаксије 2 (2017), Осветници: Рат бескраја (2018) и Осветници: Крај игре (2019). Поновиће своју улогу у филмовима Тор: Љубав и гром и Чувари галаксије 3. Младог Питера Квила глуми Вајат Олеф у прва два филма о Чуварима галаксије.